# Granisetrona
Granisetrona é um potente e seletivo fármaco antagonista do receptor 5-HT3 da serotonina utilizado no tratamento de náuseas e vômitos, decorrentes do tratamento quimio e radioterápico.